# Baldwin (Iowa)
Baldwin – miasto w Stanach Zjednoczonych, w stanie Iowa, w hrabstwie Jackson. Zgodnie ze spisem statystycznym z 2000, miasto liczyło 127 mieszkańców. Niespełna ćwierć wieku później (2023) zaludnienie miasta Baldwin spadło do 100 mieszkańców.

## Historia
Baldwin jest wynikiem połączenia dwóch sąsiadujących wsi: Fremont, założone przez Henry'ego Hainesa w 1859 r. i Baldwin, ustanowione przez Edwarda Baldwina i Josepha Skinnera w 1871 roku. Gdy przyszła kolej żelazna, miasta zostały połączone, a imię Baldwin zostało utrzymane. Baldwin został zarejestrowany w 8 grudnia 1881 roku.

## Geografia
Baldwin znajduje się na 42° 4' 26 N, 90° 50' 26 W (42.073847, -90.840617). Według United States Census Bureau miasto zajmuje obszar 0,9 km².

## Demografia
Według spisu statystycznego z 2000, było tam 127 ludzi, 55 gospodarstw domowych i 33 rodzin mieszkających w mieście. Gęstość zaludnienia wynosiła 355,0 osób na km². Były tam 57 domy ze średnią zagęszczenia 61,1/km². Według rasy 99,21% było rasy białej a 0,79% czarnej.
Było 57 gospodarstw domowych, w 28,1% z nich mieszkały dzieci poniżej 18 lat, 40,4% stanowiły małżeństwa żyjące razem, 12,3% stanowiły kobiety nie posiadające męża oraz 42,1% stanowiły osoby samotne. 36,8% ze wszystkich gospodarstw domowych składało się z jednej osoby a 15,8% miało żyjących samotnie mających więcej niż 65 lat życia. Średnia wielkość domu wynosiła 2,23 a średnia wielkość rodziny to 2,91.
W mieście ludność stanowiła 23,6% w wieku poniżej 18 lat, 7,1% od 18 do 24, 32,3% od 25 do 44, 19,7% od 45 do 64, i 17,3% osób powyżej 65 roku życia. Średni wiek wynosił 40 lat. Na każde 100 kobiet przypadało 98,4 mężczyzn. Na każde 100 kobiet powyżej 18 roku życia, było 106,4 mężczyzn.
Średni dochód dla gospodarstwa domowego w mieście wynosił 35 313 dolarów, a średni dochód dla rodziny wynosił 43 438 dolarów. Średni dochód wynosił 32.500 dolarów dla mężczyzny i 21.563 dolarów dla kobiety. Dochód na osobę w mieście wynosił 15 997 dolarów. 2,3% populacji miasta żyło poniżej granicy ubóstwa, w tym 7,1% tych mających sześćdziesiąt pięć lub więcej lat. Żadna rodzina, a także żadna osoba poniżej 18 lat nie żyła poniżej granicy ubóstwa.